# Mixacusi
La mixacusi o acustofilia (dal greco antico μειξακουσία, meixacusìa, ossia μειξις, "mescolanza", termine in greco usato spesso con accezione sessuale, nel senso di "accoppiamento" e ακοή, "udito", "ascolto") è una parafilia caratterizzata dall'eccitazione sessuale provocata dall'ascolto (diretto o mediato) di suoni riconducibili all'atto sessuale, come gemiti o sospiri.
La mixacusi è centrata sull'aspetto uditivo dell'atto sessuale. I soggetti che ne sono attratti posso provare piacere o stimolazione erotica anche senza stimoli visivi o fisici.
La mixacusi non è attualmente riconosciuta come diagnosi autonoma nei principali manuali diagnostici, come il Diagnostic and Statistical Manual of Mental Disorders (DSM-5) o la Classificazione Internazionale delle Malattie (ICD-11). Tuttavia, può essere inclusa nel gruppo dei disturbi parafilici senza specificazione, qualora provochi disagio significativo o interferenze nella vita quotidiana del soggetto.